# Filadelfus (biskup Bizancjum)
Filadelfus – biskup Bizancjum w latach 211–217.